# Перевернута H з рибальським гаком та ретрофлексним гаком
ʯ (перевернута H з рибальським гаком і ретрофлексним гаком) — літера розширеної латиниці, яку використовують в синології для позначення звуку МФА: [ʐ̩ʷ].

## Використання
ʯ використовується в китаєзнавстві (синології) для позначення голосного заднього ряду, артикулованого як апікальний фрикативний ретрофлексний приголосний, тобто огубленого складового дзвінкого ретрофлексного спіранта, МФА зазвичай позначається так — ʷ [ʐ̩]. Цей символ запровадили у Китаї німецькими лінгвістами у 1950-тих роках. Він створений на основі інших символів МФА і одночасно є з'єднанням йоти (для закритого приголосного), дзеркальної R (для апікально-альвеолярного вимовлення) і U (для огубленої вимови) з ретрофлексним гаком (для ретрофлексної вимови). Незагублений еквівалент ʯ в синології — ʅ.